# Nordeifel

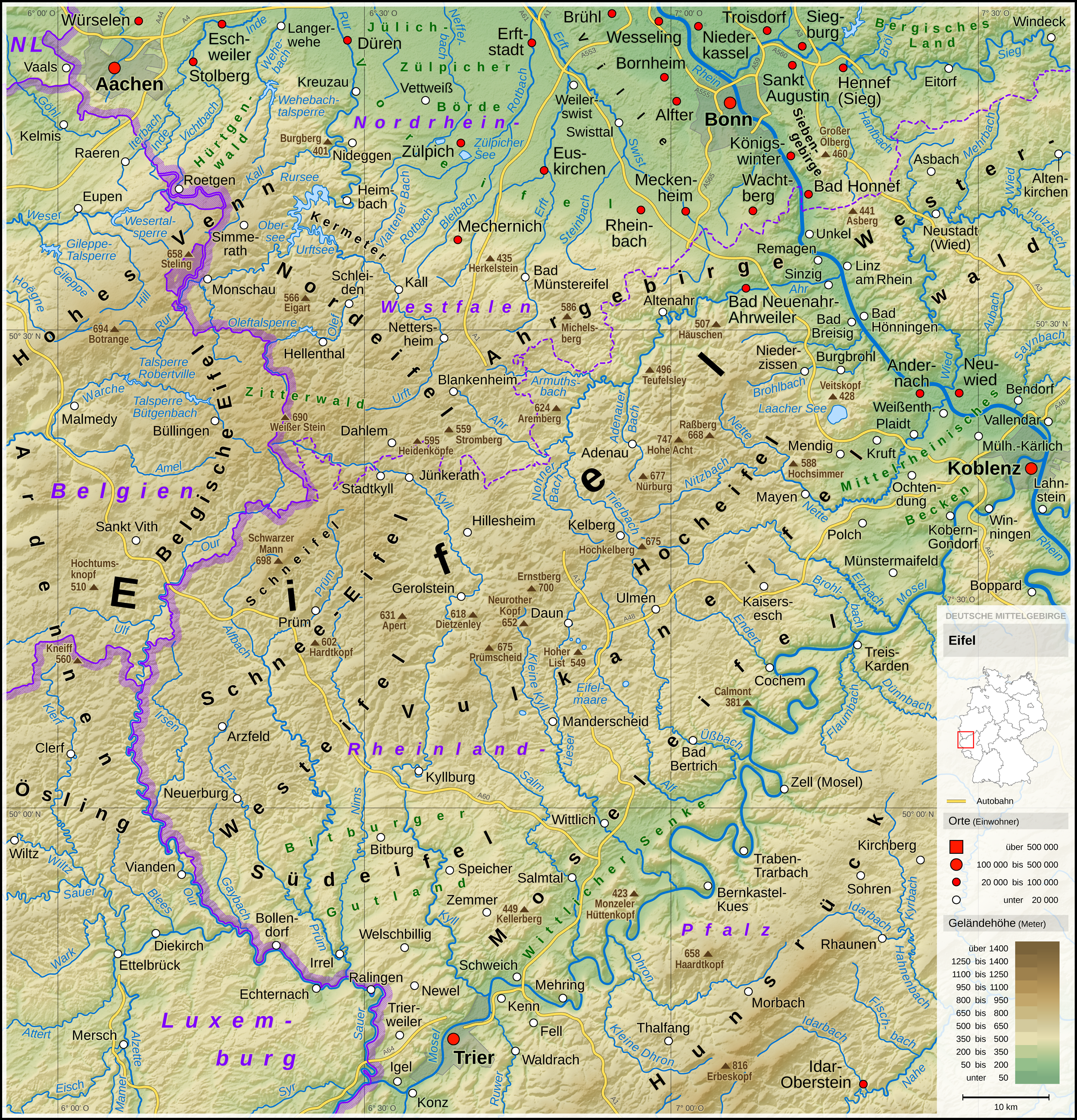
Karte der Eifel

Nordeifel ist eine geografisch nicht klar definierte Bezeichnung für einen nördlichen Teil der Eifel, eines Mittelgebirges in Nordrhein-Westfalen, Rheinland-Pfalz und Ostbelgien. Meist sind einige oder alle der folgenden Gebiete gemeint:
- Vennvorland,
- Hohes Venn,
- Rureifel,
- Kalkeifel,
- Ourtal.

Alle diese Gebiete gehören zum Naturpark Hohes Venn-Eifel.
Etwas Besonderes ist das Hochmoor des Hohen Venns; das Plateau des Hohen Venns befindet sich seit 2008 auf der belgischen Vorschlagsliste für das UNESCO-Welterbe. Die Eifeler Seenplatte mit der zweitgrößten Talsperre Deutschlands, der Rurtalsperre, liegt mitten in der Nordeifel.
Zur Nordeifel gehören im Speziellen:
- der Nationalpark Eifel,
- das Monschauer Heckenland,
- der Kermeter,
- der Hürtgenwald,
- der Zitterwald sowie
- Ausläufer der Nordeifel, die in die Jülich-Zülpicher Börde übergehen, wie die Gebiete um Euskirchen, Zülpich und Düren. Diese Teilausläufer bilden den Übergang ins Voreifelland.

## Verwendung des Begriffs
Der Begriff Nordeifel wird häufig als Namensbestandteil von Institutionen verwendet, die in diesem Gebiet ansässig sind. So entstand z. B. in der Gemeinde Simmerath im Jahr 2012 durch Fusion der Jugendabteilungen von sechs Fußballvereinen ein neuer Verein mit dem Namen SV Nordeifel 2012 e. V.
Die Sekundarschule in Hürtgenwald heißt Sekundarschule Nordeifel und seit 2009 beteiligen sich mehrere Gemeinden des Kreises Euskirchen an der gemeinsamen Tourismusgesellschaft Nordeifel Tourismus GmbH.